# Adenozinski A2B receptor
Adenozinski A2B receptor (ADORA2B) je G-protein spregnuti adenozinski receptor. Ovaj protein je kodiran humanim  genom.

## Mehanizam
Ovaj integralni membranski protein stimuliše aktivnost adenilat ciklaze u prisustvu adenozina. On takođe interaguje sa netrinom-1, koji učestvuje u elongaciji aksona.

## Gen
Gen je lociran blizo regiona Smit-Magenisovog sindroma na hromozomu 17.

## Ligandi
Istraživanja selektivnih A2B liganda su kasnila za razvojem liganda druga tri adenozinska receptora, međutim vremenom su brojna A2B-selektivna jedinjenja razvijena, i istraživanja njihove potencijalne terapeutske primene su u toku.
- -etilkarboksamido adenozin)
- - ina visok afinitet i efikasnost za , alije nedovoljno selektivan u odnosu na druge adenozinske receptore
- -5835
- -5845 - parcijalni agonist

### Antagonisti i inverzni agonisti
- Jedinjenje 38:[18] antagonist, ima visok afinitet i znatnu selektivnost
- -801
- -6883
- -1754
- -339,391
- -603
- -0788
- -1115

## Literatura
1. 1 2  „Entrez Gene: ADORA2B adenosine A2b receptor”.
2. ↑  Volpini R, Costanzi S, Lambertucci C, Taffi S, Vittori S, Klotz KN, Cristalli G (2002). „N(6)-alkyl-2-alkynyl derivatives of adenosine as potent and selective agonists at the human adenosine A(3) receptor and a starting point for searching A(2B) ligands”. Journal of Medicinal Chemistry. 45 (15): 3271—9. PMID 12109910. doi:10.1021/jm0109762.
3. ↑  Volpini R, Costanzi S, Lambertucci C, Vittori S, Cristalli G (2002). „Purine nucleosides bearing 1-alkynyl chains as adenosine receptor agonists”. Current Pharmaceutical Design. 8 (26): 2285—98. PMID 12369946. Архивирано из оригинала 14. 04. 2013. г. Приступљено 20. 09. 2020.
4. ↑  Baraldi PG, Tabrizi MA, Preti D, Bovero A, Romagnoli R, Fruttarolo F, Zaid NA, Moorman AR, Varani K, Gessi S, Merighi S, Borea PA (2004). „Design, synthesis, and biological evaluation of new 8-heterocyclic xanthine derivatives as highly potent and selective human A2B adenosine receptor antagonists”. Journal of Medicinal Chemistry. 47 (6): 1434—47. PMID 14998332. doi:10.1021/jm0309654.
5. ↑  Cacciari B, Pastorin G, Bolcato C, Spalluto G, Bacilieri M, Moro S (2005). „A2B adenosine receptor antagonists: recent developments”. Mini Reviews in Medicinal Chemistry. 5 (12): 1053—60. PMID 16375751. Архивирано из оригинала 14. 04. 2013. г. Приступљено 20. 09. 2020.
6. ↑  Baraldi PG, Romagnoli R, Preti D, Fruttarolo F, Carrion MD, Tabrizi MA (2006). „Ligands for A2B adenosine receptor subtype”. Current Medicinal Chemistry. 13 (28): 3467—82. PMID 17168717. Архивирано из оригинала 14. 04. 2013. г. Приступљено 20. 09. 2020.
7. ↑  Beukers MW, Meurs I, Ijzerman AP (2006). „Structure-affinity relationships of adenosine A2B receptor ligands”. Medicinal Research Reviews. 26 (5): 667—98. PMID 16847822. doi:10.1002/med.20069.
8. ↑  Elzein E, Kalla R, Li X, Perry T, Parkhill E, Palle V, Varkhedkar V, Gimbel A, Zeng D, Lustig D, Leung K, Zablocki J (2006). „Novel 1,3-dipropyl-8-(1-heteroarylmethyl-1H-pyrazol-4-yl)-xanthine derivatives as high affinity and selective A2B adenosine receptor antagonists”. Bioorganic & Medicinal Chemistry Letters. 16 (2): 302—6. PMID 16275090. doi:10.1016/j.bmcl.2005.10.002.
9. ↑  Carotti A, Cadavid MI, Centeno NB, Esteve C, Loza MI, Martinez A, Nieto R, Raviña E, Sanz F, Segarra V, Sotelo E, Stefanachi A, Vidal B (2006). „Design, synthesis, and structure-activity relationships of 1-,3-,8-, and 9-substituted-9-deazaxanthines at the human A2B adenosine receptor”. Journal of Medicinal Chemistry. 49 (1): 282—99. PMID 16392813. doi:10.1021/jm0506221.
10. ↑  Tabrizi MA, Baraldi PG, Preti D, Romagnoli R, Saponaro G, Baraldi S, Moorman AR, Zaid AN, Varani K, Borea PA (2008). „1,3-Dipropyl-8-(1-phenylacetamide-1H-pyrazol-3-yl)-xanthine derivatives as highly potent and selective human A(2B) adenosine receptor antagonists”. Bioorganic & Medicinal Chemistry. 16 (5): 2419—30. PMID 18077171. doi:10.1016/j.bmc.2007.11.058.
11. ↑  Stefanachi A, Brea JM, Cadavid MI, Centeno NB, Esteve C, Loza MI, Martinez A, Nieto R, Raviña E, Sanz F, Segarra V, Sotelo E, Vidal B, Carotti A (2008). „1-, 3- and 8-substituted-9-deazaxanthines as potent and selective antagonists at the human A2B adenosine receptor”. Bioorganic & Medicinal Chemistry. 16 (6): 2852—69. PMID 18226909. doi:10.1016/j.bmc.2008.01.002.
12. ↑  Volpini R, Costanzi S, Vittori S, Cristalli G, Klotz KN (2003). „Medicinal chemistry and pharmacology of A2B adenosine receptors”. Current Topics in Medicinal Chemistry. 3 (4): 427—43. PMID 12570760. Архивирано из оригинала 14. 04. 2013. г. Приступљено 20. 09. 2020.
13. ↑  Gao ZG, Jacobson KA (2007). „Emerging adenosine receptor agonists”. Expert Opinion on Emerging Drugs. 12 (3): 479—92. PMID 17874974. doi:10.1517/14728214.12.3.479.
14. ↑  Kolachala V, Ruble B, Vijay-Kumar M, Wang L, Mwangi S, Figler H, Figler R, Srinivasan S, Gewirtz A, Linden J, Merlin D, Sitaraman S (2008). „Blockade of adenosine A2B receptors ameliorates murine colitis”. British Journal of Pharmacology. 155 (1): 127—37. PMC 2440087 . PMID 18536750. doi:10.1038/bjp.2008.227.
15. ↑  Haskó G, Linden J, Cronstein B, Pacher P (2008). „Adenosine receptors: therapeutic aspects for inflammatory and immune diseases”. Nature Reviews. Drug Discovery. 7 (9): 759—70. PMC 2568887 . PMID 18758473. doi:10.1038/nrd2638.
16. ↑  Ham J, Rees DA (2008). „The adenosine a2b receptor: its role in inflammation”. Endocrine, Metabolic & Immune Disorders Drug Targets. 8 (4): 244—54. PMID 19075778. Архивирано из оригинала 14. 04. 2013. г. Приступљено 20. 09. 2020.
17. ↑  Kim MO, Kim MH, Lee SH, Suh HN, Lee YJ, Lee MY, Han HJ (2009). „5'-N-ethylcarboxamide induces IL-6 expression via MAPKs and NF-kappaB activation through Akt, Ca(2+)/PKC, cAMP signaling pathways in mouse embryonic stem cells”. Journal of Cellular Physiology. 219 (3): 752—9. PMID 19194991. doi:10.1002/jcp.21721.
18. ↑  A, Stefanachi; Nicolotti O; Leonetti F (2008). „1,3-Dialkyl-8-(hetero)aryl-9-OH-9-deazaxanthines as potent A(2B) adenosine receptor antagonists: Design, synthesis, structure-affinity and structure-selectivity relationships”. Bioorganic & medicinal chemistry. 16: 9780. PMID 18938084. doi:10.1016/j.bmc.2008.09.067.

## Dodatna literatura
- GL, Stiles (1992). „Adenosine receptors.”. J. Biol. Chem. 267 (10): 6451—4. PMID 1551861.
- Pierce KD, Furlong TJ, Selbie LA, Shine J (1992). „Molecular cloning and expression of an adenosine A2b receptor from human brain.”. Biochem. Biophys. Res. Commun. 187 (1): 86—93. PMID 1325798. doi:10.1016/S0006-291X(05)81462-7.
- Jacobson MA, Johnson RG, Luneau CJ, Salvatore CA (1995). „Cloning and chromosomal localization of the human A2b adenosine receptor gene (ADORA2B) and its pseudogene.”. Genomics. 27 (2): 374—6. PMID 7558011. doi:10.1006/geno.1995.1061.
- Townsend-Nicholson A, Baker E, Sutherland GR, Schofield PR (1995). „Localization of the adenosine A2b receptor subtype gene (ADORA2B) to chromosome 17p11.2-p12 by FISH and PCR screening of somatic cell hybrids.”. Genomics. 25 (2): 605—7. PMID 7790006. doi:10.1016/0888-7543(95)80074-V.
- Strohmeier GR, Reppert SM, Lencer WI, Madara JL (1995). „The A2b adenosine receptor mediates cAMP responses to adenosine receptor agonists in human intestinal epithelia.”. J. Biol. Chem. 270 (5): 2387—94. PMID 7836474. doi:10.1074/jbc.270.5.2387.
- Feoktistov I, Murray JJ, Biaggioni I (1994). „Positive modulation of intracellular Ca2+ levels by adenosine A2b receptors, prostacyclin, and prostaglandin E1 via a cholera toxin-sensitive mechanism in human erythroleukemia cells.”. Mol. Pharmacol. 45 (6): 1160—7. PMID 8022409.
- M, Mirabet; Herrera C; Cordero OJ (1999). „Expression of A2B adenosine receptors in human lymphocytes: their role in T cell activation.”. J. Cell. Sci. 112 ( Pt 4): 491—502. PMID 9914161.
- Feoktistov I, Goldstein AE, Biaggioni I (1999). „Role of p38 mitogen-activated protein kinase and extracellular signal-regulated protein kinase kinase in adenosine A2B receptor-mediated interleukin-8 production in human mast cells.”. Mol. Pharmacol. 55 (4): 726—34. PMID 10101031.
- V, Corset; Nguyen-Ba-Charvet KT; Forcet C (2000). „Netrin-1-mediated axon outgrowth and cAMP production requires interaction with adenosine A2b receptor.”. Nature. 407 (6805): 747—50. PMID 11048721. doi:10.1038/35037600.
- C, Herrera; Casadó V; Ciruela F (2001). „Adenosine A2B receptors behave as an alternative anchoring protein for cell surface adenosine deaminase in lymphocytes and cultured cells.”. Mol. Pharmacol. 59 (1): 127—34. PMID 11125033.
- FL, Christofi; Zhang H; Yu JG (2001). „Differential gene expression of adenosine A1, A2a, A2b, and A3 receptors in the human enteric nervous system.”. J. Comp. Neurol. 439 (1): 46—64. PMID 11579381. doi:10.1002/cne.1334.
- AM, Hayallah; Sandoval-Ramírez J; Reith U (2002). „1,8-disubstituted xanthine derivatives: synthesis of potent A2B-selective adenosine receptor antagonists.”. J. Med. Chem. 45 (7): 1500—10. PMID 11906291. doi:10.1021/jm011049y.
- SV, Sitaraman; Wang L; Wong M (2002). „The adenosine 2b receptor is recruited to the plasma membrane and associates with E3KARP and Ezrin upon agonist stimulation.”. J. Biol. Chem. 277 (36): 33188—95. PMID 12080047. doi:10.1074/jbc.M202522200.
- RL, Strausberg; Feingold EA; Grouse LH (2003). „Generation and initial analysis of more than 15,000 full-length human and mouse cDNA sequences.”. Proc. Natl. Acad. Sci. U.S.A. 99 (26): 16899—903. PMC 139241 . PMID 12477932. doi:10.1073/pnas.242603899.
- Feoktistov I, Ryzhov S, Goldstein AE, Biaggioni I (2003). „Mast cell-mediated stimulation of angiogenesis: cooperative interaction between A2B and A3 adenosine receptors.”. Circ. Res. 92 (5): 485—92. PMID 12600879. doi:10.1161/01.RES.0000061572.10929.2D.
- HK, Eltzschig; Ibla JC; Furuta GT (2003). „Coordinated adenine nucleotide phosphohydrolysis and nucleoside signaling in posthypoxic endothelium: role of ectonucleotidases and adenosine A2B receptors.”. J. Exp. Med. 198 (5): 783—96. PMID 12939345. doi:10.1084/jem.20030891.
- S, Ryzhov; Goldstein AE; Matafonov A (2004). „Adenosine-activated mast cells induce IgE synthesis by B lymphocytes: an A2B-mediated process involving Th2 cytokines IL-4 and IL-13 with implications for asthma.”. J. Immunol. 172 (12): 7726—33. PMID 15187156.
- DS, Gerhard; Wagner L; Feingold EA (2004). „The status, quality, and expansion of the NIH full-length cDNA project: the Mammalian Gene Collection (MGC).”. Genome Res. 14 (10B): 2121—7. PMC 528928 . PMID 15489334. doi:10.1101/gr.2596504.
- V, Kolachala; Asamoah V; Wang L (2005). „Interferon-gamma down-regulates adenosine 2b receptor-mediated signaling and short circuit current in the intestinal epithelia by inhibiting the expression of adenylate cyclase.”. J. Biol. Chem. 280 (6): 4048—57. PMID 15550390. doi:10.1074/jbc.M409577200.

## Spoljašnje veze
- „Adenosine Receptors: A2B”. IUPHAR Database of Receptors and Ion Channels. International Union of Basic and Clinical Pharmacology. Архивирано из оригинала 03. 03. 2016. г.